# Ochthebius cantabricus
Ochthebius cantabricus är en skalbaggsart som beskrevs av Balfour-browne 1978. Ochthebius cantabricus ingår i släktet Ochthebius och familjen vattenbrynsbaggar. Inga underarter finns listade i Catalogue of Life.